# Kition (Königreich)
Koordinaten: 34° 55′ 23,5″ N, 33° 37′ 48,9″ O
Kition (altgriechisch Κίτιον Kítion, lateinisch Citium, phönizisch kt/kty) war ein eisenzeitliches Königreich auf der Mittelmeerinsel Zypern.

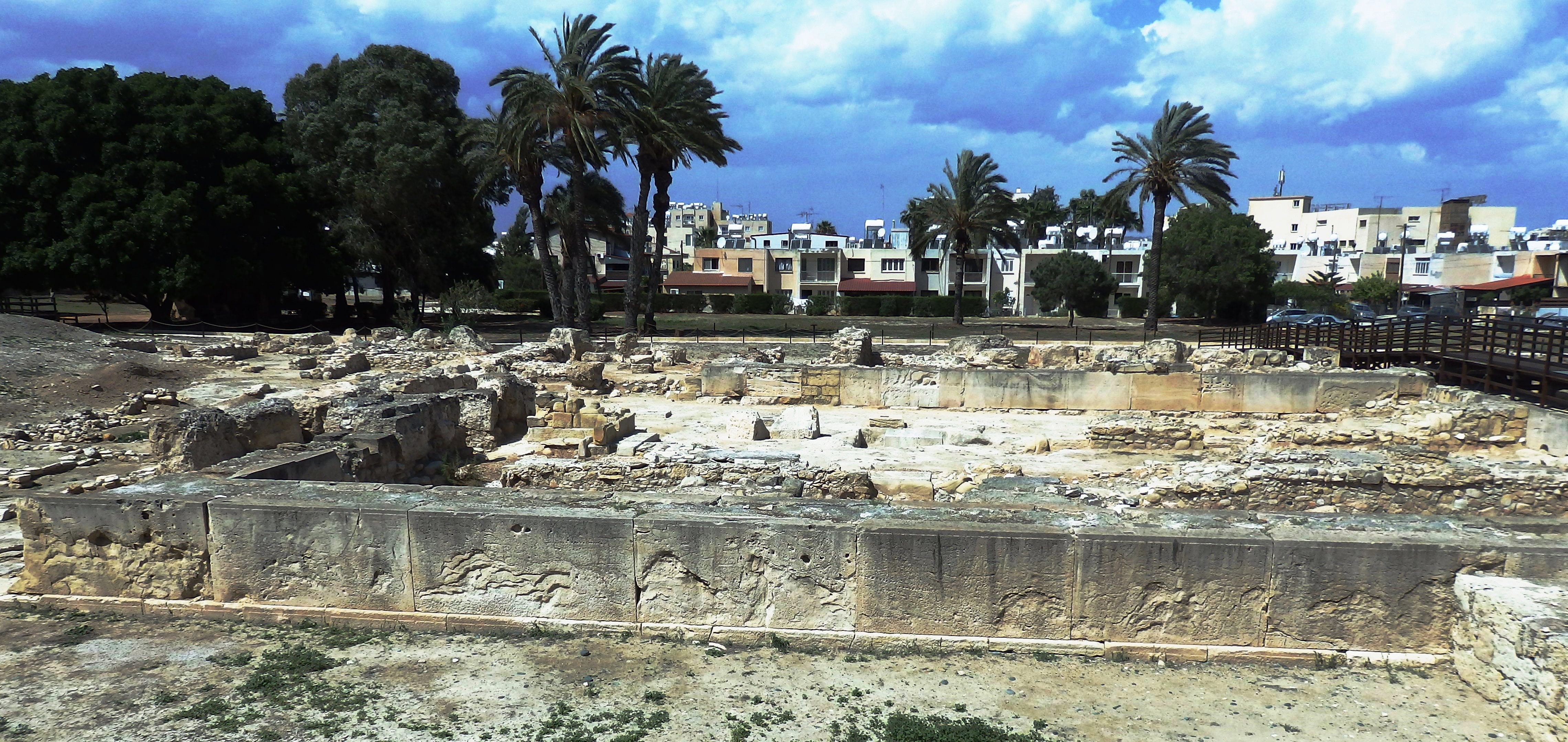
Fundamente des Großen Tempels in Kition (Zypern)

## Lage
Der ergrabene Heiligtumkomplex von Kition befindet sich im Umfeld der heutigen Chrysopolitissa-Kirche, dieses Gebiet markiert den nördlichen Teil der spätbronzezeitlichen Stadtanlage, die sich noch etwa 1200 Meter nach Süden erstreckte und von einer Festungsmauer eingefasst war.

## Name
Nach Flavius Josephus beherrschte Cethimus, ein Sohn des Gomer, die Insel „Cethima“, die nun Zypern genannt werde, Kition aber habe den Namen Cethims beibehalten und werde von den Griechen „Kitius“ genannt.

## Geschichte
Hauptstadt des Königreiches Kition war die gleichnamige Stadt im nördlichen Stadtgebiet des heutigen Larnaka.
Flavius Josephus, der sich auf Menander von Ephesos bezieht, „der die Archive von Tyros aus dem Phönizischen ins Griechische übersetzt hatte“, berichtet, dass Hiram von Tyros zu Beginn seiner Regierungszeit einen Feldzug gegen die Itykäer (auch Euchii oder Titii) führte, die ihren Tribut nicht zahlen wollten. Er konnte sie jedoch erfolgreich unterwerfen. Man ging zumeist davon aus, dass es sich bei diesem Ort um Utica im heutigen Tunesien handelt. Katzenstein identifiziert dieses Itykaia jedoch mit Kition.
Kition war ein Vasallenstaat Sidons; Flavius Josephus berichtet (wiederum nach Menander), dass König Elulaios von Sidon um 730 die aufständische Stadt Kition unterwarf. Sanherib ernannte nach seinen Annalen als Statthalter in Kition einen gewissen Ittobaal als Nachfolger des Lulî (Elulaios?), der von den Assyrern hingerichtet worden war.
Stadtgott von Kition war Reschef.
König Pumjaton von Kition unterwarf sich Alexander dem Großen, der ihn anscheinend im Amte bestätigte. Nach 322 begann er wieder Münzen zu prägen. 312 wurde er auf Anweisung von Ptolemäus ermordet, da er sich mit Antigonos I. Monophthalmos verbündet hatte.

### Könige
Die Könige trugen etwa ab der Perserzeit auch den Titel eines Königs von Idalion, phönizisch „mlk kty w'dyl“.
- Baalmilkon I., ca. 475
- Milkjaton, Sohn des Baalrom, ca. 392–362 v. Chr.
- Pumjaton, Sohn des Milkjaton, 362–312 v. Chr.

## Archäologie

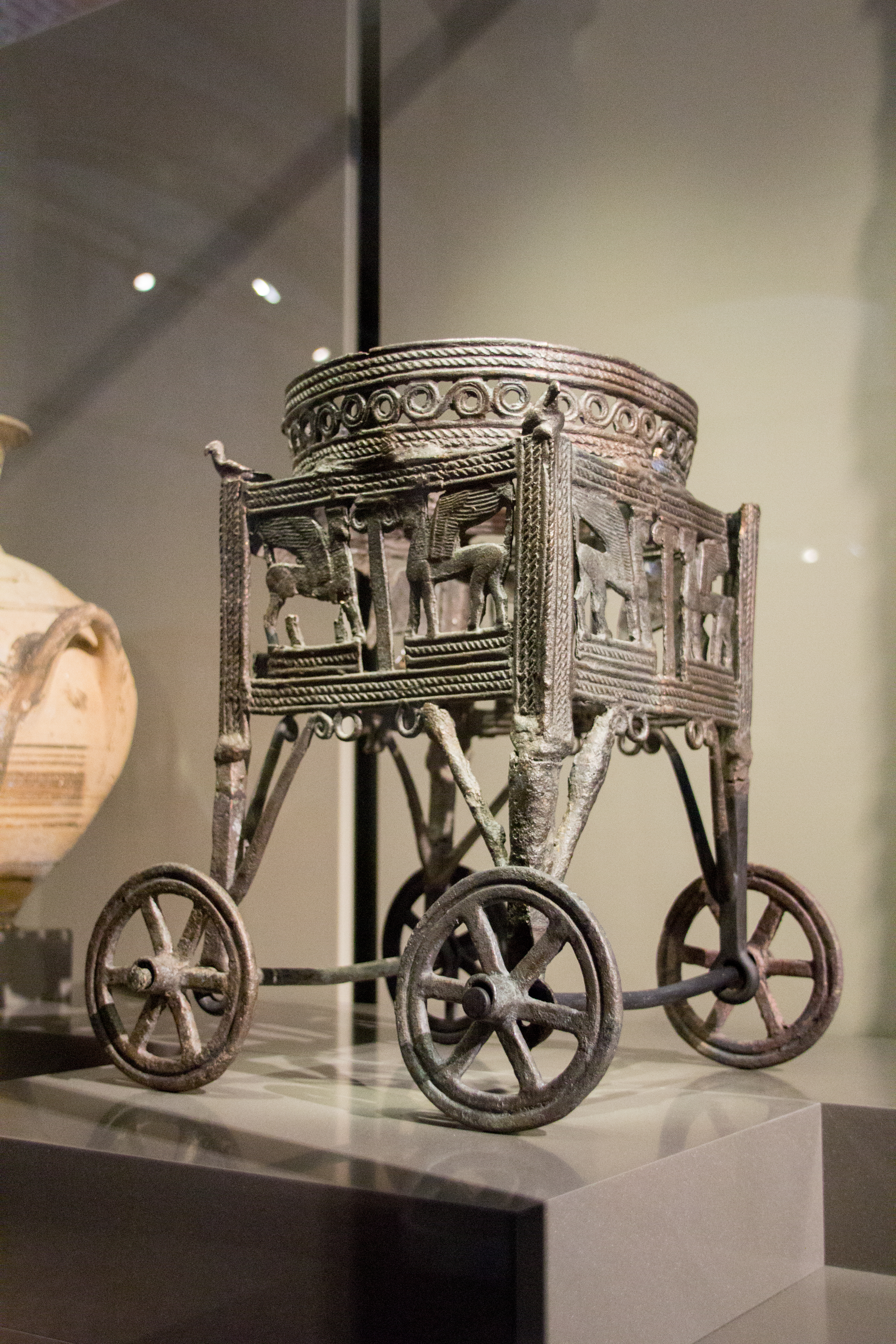
Bronzezeitlicher Wagen, 12./11. Jahrhundert v. Chr.

Die Ausgrabungsstelle des antiken Kition liegt etwa 500 m vom archäologischen Museum entfernt und kann besichtigt werden. Im 12. Jahrhundert v. Chr. wurde die Stadt mit riesigen Mauern befestigt. In den ältesten Schichten findet sich mykenischer Einfluss, der sich auch in den zyklopischen Stadtmauern niederschlägt. Später war die Stadt phönikisch, wie unter anderem die Bestattungen in Skala und die Tempel zeigen. Der phönizische Tempel in Kition ist der größte, der jemals gefunden wurde; er maß 27 × 9 m. Sein Hauptraum war in der Mitte offen. Das Dach wurde von Säulen getragen. Das Allerheiligste war deutlich erhöht und maß 22 × 2,5 m. Hier standen vermutlich drei Götterbilder. Vor diesem Raum befand sich ein Altar.

### Forschungsgeschichte
Im Sommer 1879 versuchten die Briten, den Norden der 'Skala' von Larnaka, eine meeresnahem Sumpffläche, den ehemaligen Hafen von Kition trockenzulegen, um die Malaria zu bekämpfen. Dazu trugen sie einen nahegelegenen Felsabhang, die Pamboula (Bamboula) ab, in der die Nekropole von Kition lag. Hier war bereits 1845, unter unbekannten Umständen, die Kition-Stele von Sargon II. gefunden worden, die sich heute in Berlin befindet. Ein britischer Offizier, Leutnant Sinclair, leitete die Arbeiten und bemerkte auch die zutagetretenden Funde. Der deutsche Archäologe Max Ohnefalsch-Richter, seit 1878 in Zypern, beobachtete ebenfalls die Ausgrabungen. Ein Bericht von Sinclair vom Juli 1879 gibt einige Details. Ein Teil der Funde wurde auf Anweisung des Britischen Außenministers Lord Granville ins Britische Museum nach London gebracht. Unter diesen Funden befinden sich auch zwei phönizische Inschriften. In ihnen wird der Tempel der Astarte in Kition erwähnt.

## Berühmte Bürger
Kition ist die Geburtsstätte des Philosophen Zenon, Begründer der Schule der Stoa.

### Berichte der französischen Grabungen
- Yves Calvet: Les timbres amphoriques (= Publications de la Mission Archéologique Française de Kition-Bamboula. Band 1; Mémoire/Éditions Recherche sur les civilisations. Band 13). Édidtion Recherche sur les civilisations, Paris 1982, ISBN 2-86538-029-7.
- Jean-François Salles: Les égouts de la ville classique (= Publications de la Mission Archéologique Française de Kition-Bamboula. Band 2; Mémoire: Éditions Recherche sur les civilisations. Band 27). Édition Recherche sur les civilisations, Paris 1983, ISBN 2-86538-069-6.
- Marguerite Yon, Annie Caubet: Le sondage L-N 13 (bronze récent et géométrique I) (= Publications de la Mission Archéologique Française de Kition-Bamboula. Band 3; Mémoire: Éditions Recherche sur les civilisations. Band 56). Édition Recherche sur les civilisations, Paris 1985, ISBN 2-86538-125-2.
- Jean-François Salles (Hrsg.): Les niveaux hellénistiques (= Publications de la Mission Archéologique Française de Kition-Bamboula Band 4). Édition Recherche sur les civilisations, Paris 1993, ISBN 2-86538-240-0.
- Marguerite Yon: Kition dans les textes. Testimonia littéraires et épigraphiques et Corpus des inscriptions (= Publications de la Mission Archéologique Française de Kition-Bamboula Band 5). Édition Recherche sur les civilisations, Paris 2004, ISBN 2-86538-292-3.

### Weitere Literatur
- Andreas Schneider: Zypern, 8000 Jahre Geschichte, archäologische Schätze, byzantinische Kirchen, gotische Kathedralen. In: DuMont Kunstreiseführer. DuMont Reiseverlag, Köln 1988, ISBN 3-7701-1857-X, Kalavassos, S. 32, 136–139 (Karte Stadtkönigtümer und andere antike Fundstätten auf Zypern – Übersichtsplan).
- D. David Luckenbill: Annals of Sennacherib. The Chicago University Press, Chicago 1924, S. 77. (Digitalisat des Oriental Institute; PDF; 6,3 MB).
- Olivier Masson, Maurice Sznycer: Recherches sur les Phéniciens de Chypre (= Publications du Centre de Recherches d'Histoire et de Philologie de la IVe Section de l'École Pratique des Hautes Études II. Hautes études orientales. Band 3). Genf u. a. 1972.
- Javier Teixidor: The Phoenician Inscriptions of the Cesnola Collection. In: Metropolitan Museum Journal. Band 11, 1976, S. 55–70.
- Marguerite Yon: Kition de Chypre (= Guides archéologiques de l'Institut Français du Proche-Orient. Band 4). Édition Recherche sur les civilisations, Paris 2006, ISBN 2-86538-302-4.